# 多ノ郷村
多ノ郷村（おおのごうむら）は、高知県高岡郡にあった村。現在の須崎市中心部の東方一帯にあたる。

## 地理
- 海洋：須崎湾、野見湾
- 山岳：法院山、八坂峰、海蔵寺山
- 島嶼：戸島、沖ノ島、神島
- 岬：山崎鼻、コウギノ鼻、大長岬、小長岬、観音崎

## 歴史
- 1889年（明治22年）4月1日 - 町村制の施行により、多之郷村・神田村・押岡村・土崎村・野見村・大谷村・久通村の区域をもって発足。
- 1954年（昭和29年）10月1日 - 須崎町・浦ノ内村・吾桑村・上分村と合併して須崎市が発足。同日多ノ郷村廃止。

## 交通

### 鉄道路線
- 日本国有鉄道
  - 土讃線
    - 多ノ郷駅

現在は旧村域に大間駅が所在するが、当時は未開業。

### 道路
- 国道197号（現・国道55号）